# Врублев (Зґерський повіт)
Врублев (пол. Wróblew) — село в Польщі, у гміні Озоркув Зґерського повіту Лодзинського воєводства.
Населення — 240 осіб (2011).
У 1975-1998 роках село належало до Лодзинського воєводства.

## Демографія
Демографічна структура станом на 31 березня 2011 року:
|          | Загалом | Допрацездатний вік | Працездатний вік | Постпрацездатний вік |
| -------- | ------- | ------------------ | ---------------- | -------------------- |
| Чоловіки | 110     | 18                 | 79               | 13                   |
| Жінки    | 130     | 28                 | 80               | 22                   |
| Разом    | 240     | 46                 | 159              | 35                   |